# Список экорегионов Египта
Ниже приводится список экорегионов в Египте, согласно Всемирному Фонду дикой природы (ВФП).

## Наземные экорегионы
по основным типам местообитаний

### Субтропический лес
- Средиземноморские сухие редколесья и степи

### Пустыни и засухоустойчивые кустарники
- Аравийская пустыня и ксерические кустарники Восточной Сахары и Аравии
- Горные ксерические редколесья Тибести и Эль-Увейната
- Красноморские Нубо-Синдские тропические пустыни и полупустыни
- Прибрежная пустыня Красного моря
- Пустыня Сахара
- Северо-сахарские степи и редколесья
- Южно-сахарские степи и редколесья

### Затопляемые луга и саванны
- Затопленная саванна дельты Нила
- Сахарские галофиты

### Тропические и субтропические влажные широколистные леса
- Эфиопские горные леса

## Пресноводные экорегионы
по биорегиону
- Сухой Сахель
- Нижний Нил
- Дельта Нила
- Побережье Красного моря
- Временный Магриб

## Морские экорегионы
- Левантийское море
- Северное и Центральное Красное море